# 屡那
屡那（ルナ、男性、1984年2月13日 - ）は、日本のイラストレーター。福岡県出身で、現在神奈川県在住。
2004年に商業誌デビュー。2005年より三浦勇雄『上等。』シリーズ（MF文庫J）の挿絵を担当し、2007年からは同作者の『聖剣の刀鍛冶』（MF文庫J）の挿絵も担当している。
ペンネームは友人が付けたもので、その由来は美少女戦士セーラームーンに登場する猫ルナだが男らしい感じにするために漢字にしたという（COMICペンギンクラブ2007年9月号の早野りんたによるインタビュー「屡那サントイッショ!前篇」より）。

## 主な作品
- 上等。シリーズ 三浦勇雄:著　MF文庫J
- 聖剣の刀鍛冶[1] 三浦勇雄:著 MF文庫J
- COMICペンギンクラブ（辰巳出版）表紙 - 2006年11月号 - 2008年8月号。
  - 同誌では初の漫画『天木市の人々』（2007年11月号及び2008年2月号）も発表したが2話で中断している。
- うぶこい〜初恋成就戦争なんだからね!! ジグザグノベルス リーフ発行　星雲社発売
- Secret Teacher～先生はボディガード！ わかつきひかる:著 美少女文庫
- 僕は友達が少ない - アニメ第3話の劇中ゲーム「聖剣のブラックスター」のゲームイラストデザイン及び同話エンドカードイラストを担当。
- 皿の上の聖騎士〈パラディン〉‐A Tale of Armour‐ 三浦勇雄:著 NOVEL 0
- 異世界建国記 桜木桜:著 ファミ通文庫
- 七つの鍵の物語 ぼっちな僕の異世界領地改革 上野文:著 ドラゴンノベルス
- もう全部俺一人でいいんじゃないか?奴隷殺しの聖杯使い 御堂ユラギ:著 UGnovels
- エルフに転生した元剣聖、レベル1から剣を極める 大虎龍真:著 角川スニーカー文庫